# Lorne Peterson
Lorne Peterson é um especialista em efeitos visuais canadense. Venceu o Oscar de melhores efeitos visuais na edição de 1984 por Star Wars: Return of the Jedi, ao lado de Dennis Muren, Michael J. McAlister e George Gibbs.